# 船原町
船原町（ふなばらちょう）は、愛知県名古屋市瑞穂区の地名。現行行政地名は船原町1丁目から船原町7丁目。住居表示未実施地域。

## 地理
名古屋市瑞穂区北西部に位置する。西は堀田通、南は平郷町、北は雁道町に接する。

## 歴史
江戸期まで愛知郡高田村であった地域の一部にあたる。

### 町名の由来
瑞穂町の小字名「船原」による。当地西側は鎌倉時代までは伊勢湾の入江であり、船着場がある原っぱであったことが由来という。

### 行政区画の変遷
- 1931年（昭和6年）2月1日 - 南区瑞穂町字雁道・二野・中坪・船原・池下・光須海道・西前田・東豆田・流シ・神ノ内・城ノ内の各一部により、同区船原町1〜7丁目として成立[1]。
- 1931年（昭和6年）10月1日 - 南区瑞穂町字城ノ内・下之切・神ノ内の各一部が6〜7丁目に編入[1]。
- 1937年（昭和12年）10月1日 - 行政区の変更に伴い、昭和区船原町となる[9]。
- 1944年（昭和19年）2月11日 - 行政区の変更に伴い、瑞穂区船原町となる[9]。

## 世帯数と人口
2019年（平成31年）3月1日現在の世帯数と人口は以下の通りである。
| 町丁   | 世帯数  | 人口    |
| ------ | ------- | ------- |
| 船原町 | 619世帯 | 1,305人 |

### 人口の変遷
国勢調査による人口の推移
| 1950年（昭和25年） | 3,185人 | [ 10 ] |  |
| 1955年（昭和30年） | 3,515人 | [ 10 ] |  |
| 1960年（昭和35年） | 3,616人 | [ 11 ] |  |
| 1965年（昭和40年） | 3,615人 | [ 11 ] |  |
| 1970年（昭和45年） | 3,113人 | [ 12 ] |  |
| 1975年（昭和50年） | 2,585人 | [ 12 ] |  |
| 1980年（昭和55年） | 2,238人 | [ 13 ] |  |
| 1985年（昭和60年） | 1,978人 | [ 13 ] |  |
| 1990年（平成2年）  | 1,760人 | [ 14 ] |  |
| 1995年（平成7年）  | 1,637人 | [ 15 ] |  |
| 2000年（平成12年） | 1,512人 | [ 16 ] |  |
| 2005年（平成17年） | 1,416人 | [ 17 ] |  |
| 2010年（平成22年） | 1,321人 | [ 18 ] |  |

## 学区
市立小・中学校に通う場合、学校等は以下の通りとなる。また、公立高等学校に通う場合の学区は以下の通りとなる。
| 番・番地等 | 小学校               | 中学校                   | 高等学校 |
| ---------- | -------------------- | ------------------------ | -------- |
| 全域       | 名古屋市立御劔小学校 | 名古屋市立瑞穂ヶ丘中学校 | 尾張学区 |

## 施設
- 観音寺[7]
- 御嶽教名古屋明栄講教会[7]

## その他

### 日本郵便
- 郵便番号 : 467-0878[4]（集配局：瑞穂郵便局[21]）。